# Yotaro Sato
Yotaro Sato (10 de agosto de 2004) es un deportista japonés que compite en natación sincronizada. Ganó cuatro medallas en el Campeonato Mundial de Natación, en los años 2022 y 2023.

## Palmarés internacional
| Campeonato Mundial | Campeonato Mundial | Campeonato Mundial | Campeonato Mundial |
| Año                | Lugar              | Medalla            | Prueba             |
| ------------------ | ------------------ | ------------------ | ------------------ |
| 2022               | Budapest (Hungría) | Medalla de plata   | Dúo técnico mixto  |
| 2022               | Budapest (Hungría) | Medalla de plata   | Dúo libre mixto    |
| 2023               | Fukuoka (Japón)    | Medalla de oro     | Dúo técnico mixto  |
| 2023               | Fukuoka (Japón)    | Medalla de bronce  | Rutina acrobática  |